# Dusty Jonas

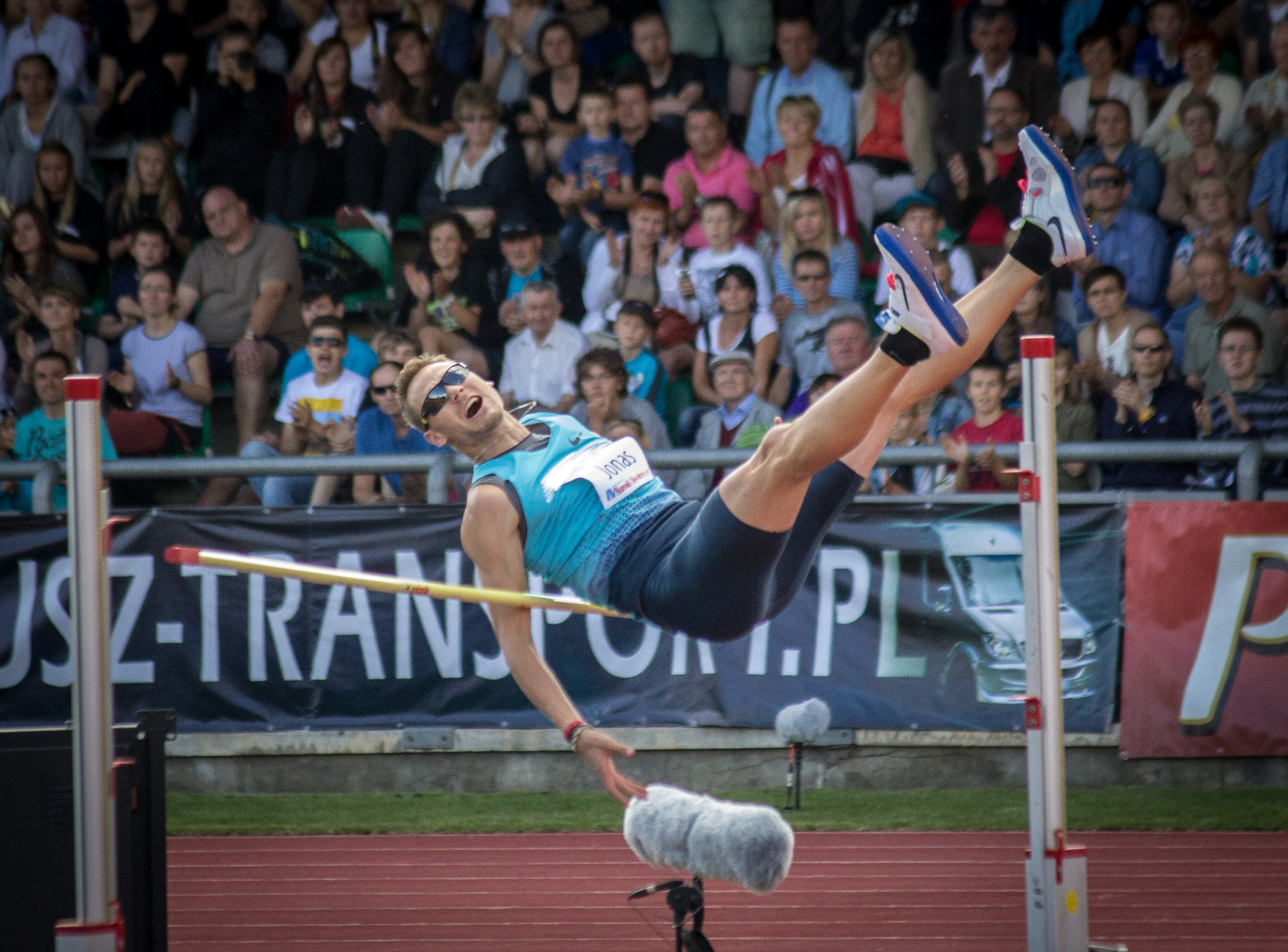
Dusty Jonas (2013)

Dusty Jonas (eigentlich: Dustin Michael Jonas; * 19. April 1986 in Floresville, Texas) ist ein US-amerikanischer Hochspringer.
Der panamerikanische Juniorenmeister von 2005 qualifizierte sich 2008 für die Olympischen Spiele in Peking, kam aber nicht über die Qualifikationsrunde hinaus.
2010 wurde er in der Halle US-Vizemeister und gewann Bronze bei den Hallenweltmeisterschaften in Doha.
Dusty Jonas ist 1,83 m groß und wiegt 71 kg. Er wird von Gary Pepin trainiert. Bis 2009 studierte er Gartenbau an der University of Nebraska, wo er derzeit als ehrenamtlicher Trainer tätig ist.

## Persönliche Bestleistungen
- Hochsprung: 2,36 m, 18. Mai 2008, Boulder
  - Halle: 2,32 m, 26. Januar 2010, Třinec